# 林洋子 (女優)
林 洋子（はやし ようこ、1930年11月3日 - ）は、日本の女優、声優。宮沢賢治作品のひとり語り芸の公演を長年続けている。元夫は作曲家の林光。

## 来歴
東京都大田区蒲田生まれ。都立第六高等女学校（現:東京都立三田高等学校）卒業後、1949年に俳優座付属俳優養成所の第1期生となり、1952年に卒業（同期生に岩崎加根子、野村昭子らがいる）。
俳優座養成所第一期卒業後、劇団三期会（現・東京演劇アンサンブル）で数々のブレヒト劇に主演し、声優として吹き替えにも多く出演。後にフリーとなる。
1970年、水俣病の実態に触れ、翌年に、石牟礼道子原作「苦海浄土」巡礼公演。以後「私って何だ、俳優って何なんだ」と考え自発的に芝居が出来なくなり俳優として沈黙する。1973年に訪印し、コルカタの民家に滞在。帰国後にベンガル語を学ぶ。1978年～79年にインド再訪。ベンガルの農村を独りで歩き宗教的大道芸バウルに出会い、表現の原点を発見する。
1980年、クラムボンの会を設立し宮沢賢治作品の一人語り出前公演を開始。生の音楽と共に語り演じる独特の語りは、日本全国、また海外で熱い喝采を受けている。1994年には「幼児も涙してその世界に没入するほどの感動を人々に与えた。」と宮沢賢治学会及び花巻市より第4回イーハトーブ賞を受賞。公演回数は1600回に迫り総観客数は32万人に達しようとしている。2017年2月1日に創立37周年を迎えた。国際交流基金派遣によるインド、インドネシア、マレーシア、フランスなど海外公演多数。
2015年より語り芸の後継者として、二代目巌谷陽次郎が参加。二人三脚で、精力的に賢治の世界の語り出前公演に活躍している。

## 人物
俳優座時代の仲間からは「洋介」の愛称で親しまれている。
野村昭子とは親交があり「大の仲良しでその友情は現在も続いている」とのこと。また、反原発の科学者高木仁三郎も同志であり親友。
シタールを堀之内幸二に師事。琵琶を薩摩琵琶鶴田派の田中之雄に師事。

## 出演（舞台）
- ガリレオ・ガリレイの生涯（1959年　ブレヒト作、千田是也演出） - サルティのおかみさん役。新劇合同公演
- 母（1960年ブレヒト作、千田是也演出） - ペラーゲア・ウラーソワ（母）役。劇団三期会
- アガメムノーン（1961年　アイスキュロス作） - クリュタイメーストラ役。東京大学ギリシア悲劇研究会
- パリコミューン（1962年　ブレヒト作、熊井宏二演出） - マダム・キャベイ役。劇団三期会
- トロイアの女（1962年　ユウリピデス作） - へカベー役。東大ギリシャ悲劇研究会。
- 戯劇春秋　（1963年　千田是也演出） - 緋緋役。新劇若手合同公演。
- 男は男だ（1964年　ブレヒト作、熊井宏二演出） - べグビッグのおかみさん役。劇団三期会。
- ペルシァの人々（1964年　アイスキュロス作） - アトッサ役。東大ギリシア悲劇研究会。
- 苦海浄土（1971年　石牟礼道子原作、砂田明演出） - 語り部・草の親役。
- 無声慟哭（2002年・高田三郎作曲）宮沢賢治の詩による　ソプラノ、バリトン、ナレーター。

## 演出及び出演
- アイリッシュ・ハープと語り 「よだかの星」「やまなし」　1980年初演
- シタール弾き語り「雁の童子」　1985年初演
- 笛やお囃子と語り「雪わたり」「いちょうの実」　1990年初演
- 薩摩琵琶弾き語り「なめとこ山の熊」　1995年初演
- 薩摩琵琶弾き語り「賢治文語詩朗唱」　2000年初演
- 鐘とVoiceと語り「四又の百合」　2014年初演
- 弦楽四重奏と朗読　タゴール作「ギタンジャリ」　2000年初演

## 出演（声優）

### 吹き替え
映画
- 想い出よ、今晩は!
- コングの復讐（ヒルダ〈ヘレン・マック〉）
- 素晴らしき恋人たち（ジェニー〈シモーヌ・シニョレ〉）
- 底抜けもててもてて（フェイ〈パット・スタンリー〉）
- 底抜け大学教授（ミリー・レモン〈キャスリーン・フリーマン〉）
- 大空港 ※日本テレビ旧版
- 日曜はダメよ
- パリが恋するとき
- 炎の人ゴッホ（クリスティン〈パメラ・ブラウン〉）※NHK版
- 007 ロシアより愛をこめて（ローザ〈ロッテ・レーニャ〉）

ドラマ・アニメ
- アイ・ラブ・ルーシー（エセル〈ヴィヴィアン・ヴァンス〉）
- アメリカン・ヒーロー（パムの母〈ジューン・ロックハート〉）
- ザ・ルーシー・ショー（ヴィヴィアン〈ヴィヴィアン・ヴァンス〉）
- 奥さまは魔女（エンドラ〈アグネス・ムーアヘッド〉）
- かわいい魔女ジニー（ベローズ大佐夫人〈エマリン・ヘンリー〉）
- 刑事コロンボ 構想の死角（リリー・ラ・サンカ〈バーバラ・コルビー〉）
- 探偵マイケル
- ミステリーゾーン（フローレンス修道女[3]）
- ロンドン指令X

### アニメ
- 樫の木モック
- スヌーピーとチャーリーブラウン（ペパーミント・パティ）

### 特撮
- イナズマン

## その他出演
- 特ダネをにがすな
- 事件記者 (テレビドラマ)「指紋」

## 著書
- 「合言葉はクラムボン」―夢の注文承りますー　　こみち書房
- 「わたしのこと」　クラムボン企画

## CD・DVD
CD
- 林洋子宮沢賢治ひとり語り

1 アイリッシュ・ハープと語り 「雨ニモマケズ」「やまなし」「よだかの星」
2　シタール弾き語り 「雁の童子」
3　笛やお囃しと語り 「いちょうの実」「雪わたり」
- 薩摩琵琶弾き語り

　「なめとこ山の熊」「文語詩朗唱」
- オーケストラ、ソプラノ、バリトン、ナレーター、合唱のための

　「無声慟哭」　高田三郎作曲
- タブラと笛と声による

　「黄金の舟」　タゴール作
- ラジオ深夜便「めぐり逢ういのち」―賢治一人語り25年―

DVD
・薩摩琵琶弾き語り
　「なめとこ山の熊」